# Where I Am
«Where I Am» —[wɛə aɪ əm]; en español: «Donde estoy»— es una canción compuesta por Anja Nissen, Angel Tupai y Michael D'Arcy e interpretada en inglés por Anja Nissen. Fue elegida para representar a Dinamarca en el Festival de la Canción de Eurovisión de 2017 tras ganar el Dansk Melodi Grand Prix 2017 el 25 de febrero de 2017.

## Festival de Eurovisión

### Festival de la Canción de Eurovisión 2017
Esta fue la representación danesa en el Festival de Eurovisión 2017, interpretada por Anja Nissen.
El 31 de enero de 2017 se organizó un sorteo de asignación en el que se colocaba a cada país en una de las dos semifinales, además de decidir en qué mitad del certamen actuarían. Como resultado, la canción fue interpretada en octavo lugar durante la segunda semifinal, celebrada el 11 de mayo de 2017. Fue precedida por Hungría con Pápai Joci interpretando «Origo» y seguida por Irlanda con Brendan Murray interpretando «Dying to Try». La canción fue anunciada entre los diez temas elegidos para pasar a la final, y por lo tanto se clasificó para competir en esta. Más tarde se reveló que el país había quedado en décimo puesto con 101 puntos.
El tema fue interpretado más tarde durante la final el 13 de mayo, precedido por Italia con Francesco Gabbani interpretando «Occidentali's Karma» y seguido por Portugal con Salvador Sobral interpretando «Amar pelos dois». Al final de las votaciones, la canción había recibido 77 puntos (69 del jurado y 8 del televoto), y quedó en 20.º lugar de 26.